# Bonnevaux (Górna Sabaudia)
Bonnevaux – miejscowość i gmina we Francji, w regionie Owernia-Rodan-Alpy, w departamencie Górna Sabaudia.
Według danych na rok 1990 gminę zamieszkiwały 254 osoby, a gęstość zaludnienia wynosiła 32 osób/km² (wśród 2880 gmin regionu Rodan-Alpy Bonnevaux plasuje się na 1374. miejscu pod względem liczby ludności, natomiast pod względem powierzchni na miejscu 1283.).